# Coca farcida

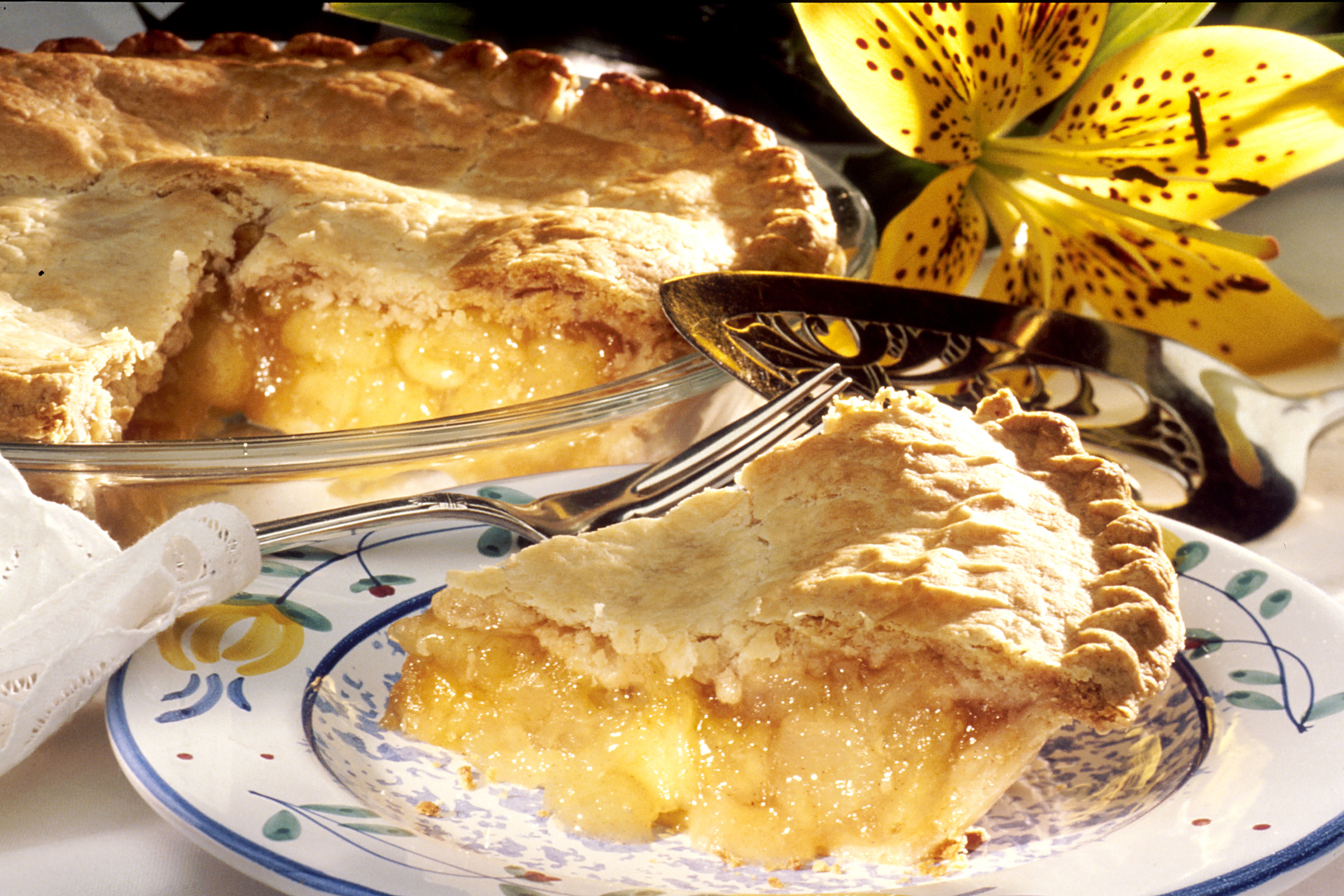
Coca farcida de poma.

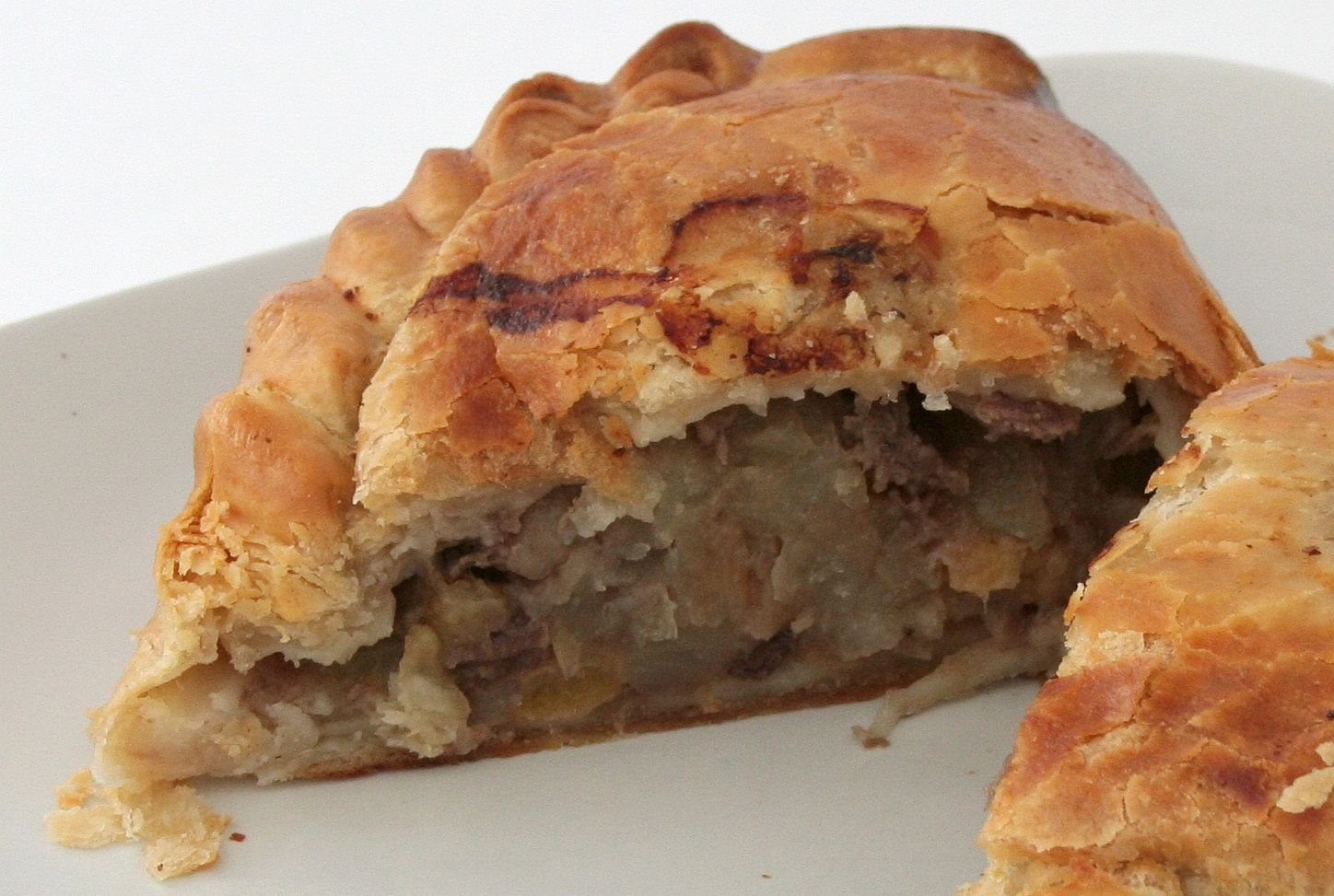
Coca farcida de carn i vegetals.

Una coca farcida és un tipus de plat al forn que s'elabora introduint pasta de pastisseria en un recipient poc profund i omplint-lo amb una barreja d'ingredients dolços o salats. Els pastissos dolços es poden omplir de fruita (com en un pastís de poma), fruita seca, sucre morè o verdures endolcides. Els pastissos salats es poden omplir de carn, tonyina (empanada) ous i formatge (quiche) o una barreja de carn i verdures, entre d'altres.
La crosta del producte és l'element que defineix de quin tipus és. Un pastís farcit (també de crosta simple o de fons), té una pasta de pastissera que revesteix el plat de cocció i el farciment es col·loca damunt de la pastisseria però es deixa obert. Un pastís d'escorça superior té el farciment al fons del plat i es cobreix abans de coure-la. Un pastís de dues crostes té el farciment completament tancat a la closca de la pastisseria. La pasta trencada és un tipus típic que s'utilitza per a les crostes de pastissos, però es poden utilitzar moltes coses, com galetes o puré de patates.

## Història

### Antiguitat

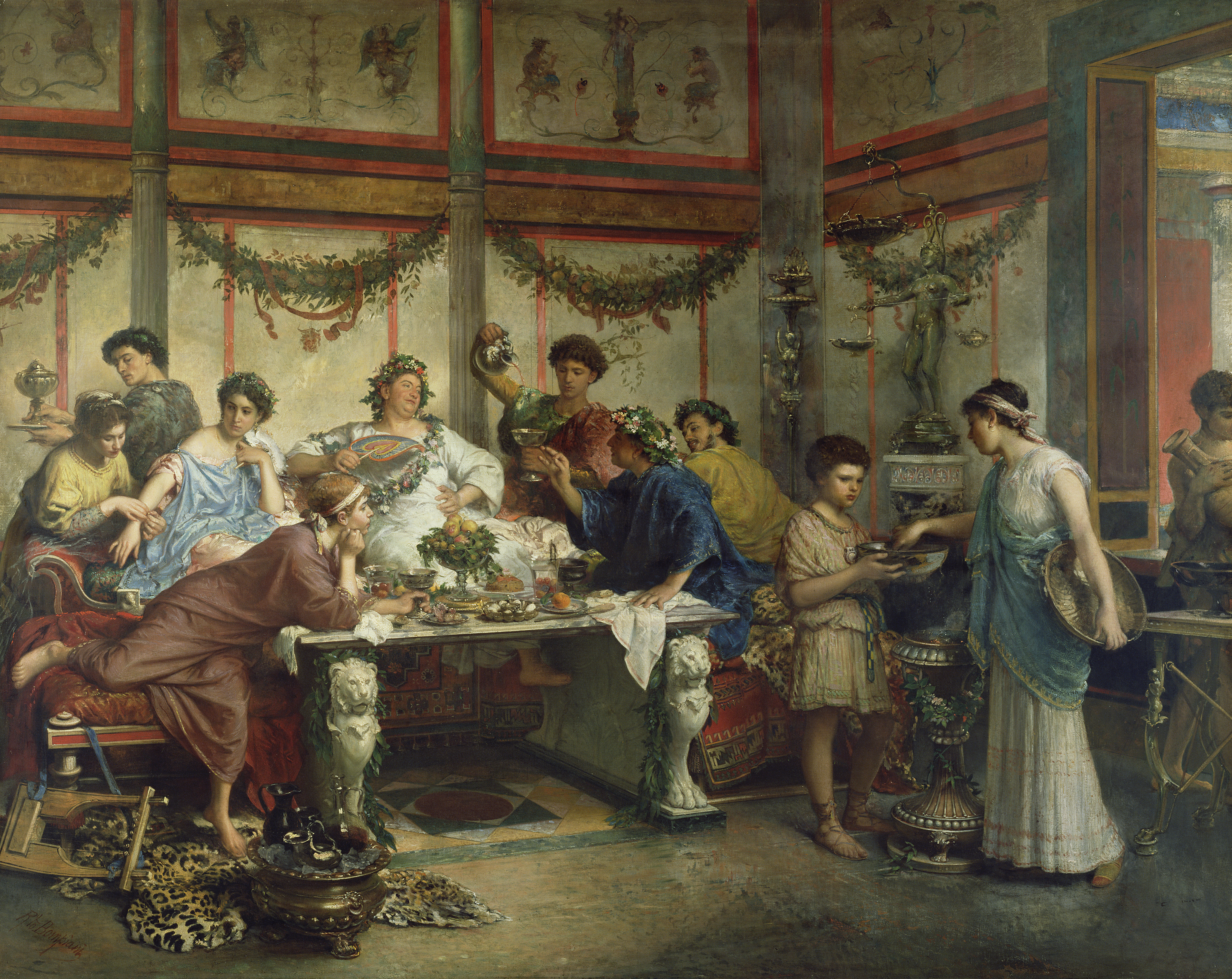
Una representació del d'una festa romana, on se servien plats de carn coberts de pastisseria.

Les primeres empanades tenien la forma de pastissos cruixents plans, rodons o de forma lliure i consistien en una escorça de civada molta, blat, sègol o ordi que contenia mel a l'interior. Es van convertir en una forma de rebosteria dolça per prendre al principi de l'àpat o per postres, que es poden trobar a les parets de la tomba del faraó Ramsès II, que va governar del 1304 al 1237 aC, situat a la Vall dels Reis. Abans del 2000 aC, es va escriure una recepta de pastís de pollastre en una tauleta de Sumer.
Es creu que els antics grecs van crear la pastisseria. A les obres d'Aristòfanes (segle v aC), hi ha mencions de carns dolces, incloses petites pastes farcides de fruita. No se sap res de la pastisseria real utilitzada, però els grecs certament van reconèixer el comerç de pastisser com a diferent del de forner. Quan s'afegeix greix a una pasta de farina-aigua es converteix en una rebosteria.
Els romans feien una pasta de farina, oli i aigua simple per cobrir les carns i les aus que es couien, conservant així els sucs. L'enfocament romà de cobrir "... ocells o pernils amb massa" era un intent d'evitar que la carn s'assequés durant la cocció més que no pas un pastís o coca real en el sentit modern. La coberta no estava destinada a menjar-se; ocupava el paper del que més tard es va anomenar pasta de full. Una pastisseria més rica, destinada a menjar-se, es feia servir per fer petites pastes amb ous o ocellets. La primera referència escrita a un pastís romà va ser una massa de sègol que es va omplir amb una barreja de formatge de cabra i mel.
El llibre de cuina romà De re coquinaria del segle I fa diverses mencions de receptes que inclouen pastissos. Cap al 160 aC, l'estadista romà Marc Porci Cató Censorí (234-149 aC), que va escriure D'agricolia, explica la recepta del pastís anomenat placenta. També anomenat libum pels romans, s'assemblava més a un pastís de formatge modern sobre una base de pastisseria, que sovint s'utilitzava com a ofrena als déus. Amb el desenvolupament de l'Imperi Romà i el seu eficient transport per carretera, la cuina de pastissos es va estendre per tot Europa. Els romans rics combinaven molts tipus de carns en els seus pastissos, inclosos musclos i altres productes del mar. Els fabricants de pastissos romans utilitzaven generalment olis vegetals, com l'oli d'oliva, per elaborar la seva massa.
Les empanades es van mantenir com a aliment bàsic dels pobles viatgers i treballadors dels països més freds del nord d'Europa, amb variacions regionals basades tant en les carns cultivades localment com en les disponibles, així com en el cultiu de cereals cultivat localment. En aquests països més freds, la mantega i el llard de porc eren els principals greixos que s'utilitzaven, cosa que significava que els pastissers creaven una massa que es podia enrotllar plana i modelar en diferents formes. El pastís còrnic és una adaptació del pastís a les necessitats diàries de menjar d'un treballador.

### Època medieval
A l'època medieval, els pastissos eren normalment pastissos de carn salats fets amb "... vedella, xai, ànec salvatge, colom de garsa, condimentat amb pebre, groselles o dàtils". Els cuiners medievals tenien un accés restringit als forns a causa dels costos de construcció i de la necessitat de subministraments de llenya. Atès que els pastissos es podien cuinar fàcilment a foc obert, això va facilitar la fabricació de pastissos per a la majoria dels cuiners. Al mateix temps, en associar-se amb un forner, un cuiner es podria centrar a preparar el farcit. Les primeres receptes semblants a pastissos es portaven amb cistells o caixes, tenien els costats i la part superior recta o estaven descoberts per la part superior. La pastisseria endurida resultant no es menjava necessàriament, ja que la seva funció era contenir el farcit per cuinar i emmagatzemar-lo, tot i que és impossible demostrar si els criats l'han menjat un cop mentre els seus amos menjaven el farcit. L'escorça gruixuda era tan resistent que s'havia d'obrir esquerdada per arribar al farciment. Aquesta també pot ser la raó per la qual les primeres receptes se centren en el farciment sobre la caixa circumdant, amb aquest desenvolupament que condueix a l'ús de caixes de pastís de terrissa reutilitzables que van reduir l'ús de farina cara. Les crostes de pastissos medievals sovint es couien primer, per crear una "olla" de massa al forn amb una escorça superior extraïble, d'aquí el nom de pastís.
La primera referència inequívoca a una coca farcida en una font escrita és al segle xiv (Oxford English Dictionary). El menjar de pastissos picats durant els períodes festius és una tradició que es remunta al segle xiii, ja que els croats que tornaven van portar receptes de pastissos que contenien "carns, fruites i espècies". Alguns pastissos contenien conills cuinats, granotes, corbs i coloms. El 1390, el llibre de cuina anglès A Forme of Cury tenia una recepta de "pastís de carn", que incloïa una barreja de "porc, ous durs i formatge" barrejat amb "espècies, safrà i sucre". El xef francès del segle xiv Taillevent va donar instruccions als forners per "crenelar" les closques de pastís i "reforçar-les perquè poguessin suportar la carn"; un dels seus pastissos era prou alt com per semblar un model de castell, una il·lusió realçada per pancartes en miniatura per als nobles de l'esdeveniment.
Els pastissos del segle xiv incloïen ocells, ja que els ocells cantadors de l'època eren una delícia i estaven protegits per la llei reial. A la coronació del rei anglès Enric VI de vuit anys (1422–1461) el 1429, es van servir "Partrich" i "Pecok enhakill", segons alguns escriptors moderns. Els cuiners reials europeus posaven freqüentment les aus cuites a sobre d'un gran pastís per identificar-ne el contingut, cosa que va conduir a la seva posterior adaptació en època pre-victoriana com a ornament de porcellana per alliberar vapor i identificar un bon pastís. El pastís de poma apareix per primera vegada per escrit el 1589, quan el poeta R. Green va escriure "El teu alè és com l'aroma dels pastissos de poma".
L'Anglaterra medieval tenia una forma primerenca de pastissos dolços, però se'ls anomenava pastissos i els pastissos de fruites no eren dolços, perquè el sucre era un "símbol de riquesa" rar i costós. A l'edat mitjana, un pastís podia tenir diversos elements com a farciment, però una pastisseria només tenia un farciment únic.
A Catalunya van destacar els primers receptaris de cuina escrits en català com l'anònim “Llibre de Sent Soví” (1324). El 1520, al “Llibre de Coch” de Rupert de Nola, una de les receptes àrabs i amb nom àrab que apareix, l'albúrnia, podria ser un antic pa de figues actual, però amb aigua de roses, un ingredient, també d'influència oriental, molt freqüent en aquest receptari. El 1491 l'Església aixeca la prohibició de menjar ous i llet per Quaresma, però això ho desconeix Robert de Nola, per la qual cosa aquests ingredients són absents a les receptes quaresmals d'ambdós llibres.

### Segle XV - Segle XVII

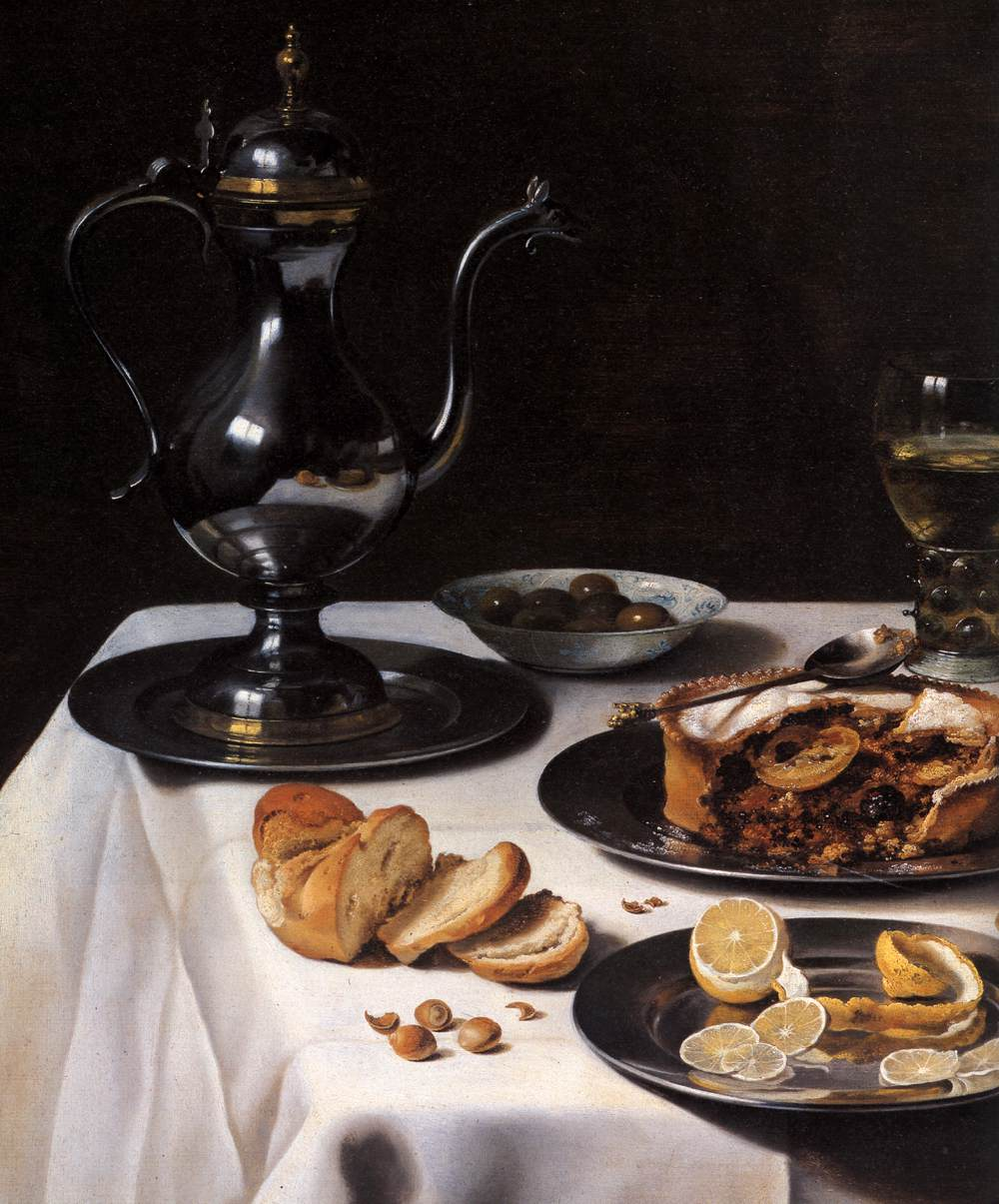
Un detall de la pintura del pastís de gall dindi Pieter Claesz del 1627.

Fins a principis del segle xv, els pastissos havien de contenir carn o peix. Al segle xv, van començar a aparèixer receptes de flam i pastissos de fruites, sovint amb fruites seques com dàtils i panses. La fruita fresca no es va fer servir fins que el sucre va baixar de preu durant el segle xvi. El primer pastís de fruita es registra a finals del segle xvi, quan es va servir el pastís de cireres a la reina Isabel I. A la reina Isabel I se li donaven sovint regals de pastissos de codony o pera per Cap d'Any. L'autor de menjar isabelí Gervase Markham va demanar la cocció de cérvols, senglars, cansalada, cignes, i altres tipus d'animals, en una gran escorça elaborada amb pasta de sègol, que és la millor per a aquest propòsit. Durant l'època shakespeariana, els pastissos de fruita se servien calents, però d'altres a temperatura ambient. Els pastissos més grans de l'època eren els "pastissos de peu", que es feien al forn amb forats de vapor, que es segellaven amb mantega fosa (que s'enduriria per segellar el pastís), i que després es menjaven durant diversos mesos.
Durant l'era puritana d'Oliver Cromwell, algunes fonts afirmen que el consum de pastissos va ser prohibit com a activitat frívola durant 16 anys, de manera que la fabricació i el menjar de pastissos es van convertir en una activitat subterrània; la prohibició es va aixecar el 1660, amb la Restauració de la monarquia. Al segle xvii, Ben Jonson va descriure un expert cuiner de pastissos comparant-lo amb un constructor de fortificacions, pastissos de baluard i muralles d'escorces immortals. Al llibre The English Huswife de Gervase Markham, publicat el 1615, hi ha una recepta de pastissos que demana «una pota sencera de carn de vedella, juntament amb sal, clau, macis, groselles, panses, prunes, dàtils i pela de taronja», per fer un enorme pastís que podia servir a un grup nombrós.

### Segle XVIII
A l'època georgiana els pastissos endolcits de carn i fruits secs van començar a ser menys populars. Als receptaris de l'època s'ofereixen pastissos de vedella dolça, xai dolç o pollastre dolç juntament amb receptes d'alternatives sense sucre amb els mateixos ingredients fets per a aquells que «ja no podien aguantar les carns endolcides que gaudien les generacions anteriors».
Els pastissos de carbassa eren els preferits per la gent adinerada a Anglaterra a partir de la dècada de 1650, però van caure en desgracia durant el segle xviii. La carbassa es tallava a rodanxes, es fregeix amb herbes dolces endolcides amb sucre i s'afegeixen ous. També s'hi posaven groselles i pomes. El pastís de carbassa va ser introduït a Amèrica pels primers colons on es va convertir en un plat nacional.

### Segle XIX
Durant el segle xix, els pastissos es van convertir, segons la historiadora de l'alimentació Janet Clarkson, «universalment estimats» d'una manera superior als altres aliments. L'any 1806, Rundell a les seves Observacions sobre els pastissos salats a A New System of Domestic Cookery va declarar que "Hi ha pocs articles de cuina que agradin més a la gent que els pastissos, si es fan correctament". Alexis Soyer, un cuiner "celebritat" del segle xix, va dir al seu llibre Shilling Cookery for the People (1860) «Des de la infància mengem pastissos, de fet, els pastissos a Anglaterra poden ser considerats com un dels nostres millors companys de viatge per la vida. Som nosaltres els que els deixem enrere, no ells els que marxen de nosaltres, perquè els nostres fills i néts seran tan aficionats als pastissos com nosaltres».

## En literatura
Els pastissos de colom freds i els pastissos de cérvol apareixen a les novel·les de Jane Austen, però també de manera més general a les escriptures del segle xviii. El personatge de la senyora Elton, de la novel·la de 1815 Emma, es creu moderna, però, tanmateix, planeja portar «pastissos de colom i xai fred» a una excursió campestre a Box Hill i consulta l'obra de George Turberville de 1575 The Noble Art of Venerie (1575) per buscar consell.
A la novel·la de 1817 Persuasió, els pastissos de brawt i freds són l'única menció específica del menjar; també són els únics aliments nadalencs que s'esmenten a qualsevol de les novel·les de Jane Austen.